# Crisant Bosch
Crisant Bosch Espín (ur. 26 grudnia 1907 w Barcelonie, zm. 13 kwietnia 1981 tamże) – hiszpański piłkarz i trener, reprezentant kraju, grający na pozycji pomocnika.

## Kariera klubowa
Crisanto Bosch zadebiutował jako piłkarz w 1926 CE Júpiter, po spędzeniu kilku lat w młodzieżowej drużynie klubu. Po krótkim pobycie w Terrassa FC i zabieganiu o względy FC Barcelony, Bosch podpisał kontrakt z Espanyolem. Pozostał w drużynie łącznie przez czternaście lat, grając w 130 meczach, w których strzelił łącznie dwadzieścia trzy gole. 
Zdobył także Puchar Króla w dwóch edycjach: 1928/29 i 1940. Po sezonie 1942/43 Bosch zakończył karierę piłkarską.
| Sezon   | Klub         | Kraj      | Rozgrywki        | Mecze | Bramki |
| ------- | ------------ | --------- | ---------------- | ----- | ------ |
| 1926/27 | CE Júpiter   | Hiszpania |                  |       |        |
| 1927/28 | Terrassa FC  | Hiszpania |                  |       |        |
| 1928/29 | RCD Espanyol | Hiszpania | Primera División | 5     | 0      |
| 1929/30 | RCD Espanyol | Hiszpania | Primera División | 12    | 3      |
| 1930/31 | RCD Espanyol | Hiszpania | Primera División | 6     | 1      |
| 1931/32 | RCD Espanyol | Hiszpania | Primera División | 14    | 1      |
| 1932/33 | RCD Espanyol | Hiszpania | Primera División | 17    | 3      |
| 1933/34 | RCD Espanyol | Hiszpania | Primera División | 15    | 2      |
| 1934/35 | RCD Espanyol | Hiszpania | Primera División | 15    | 8      |
| 1935/36 | RCD Espanyol | Hiszpania | Primera División | 22    | 5      |
| 1936/37 | RCD Espanyol | Hiszpania |                  |       |        |
| 1937/38 | RCD Espanyol | Hiszpania |                  |       |        |
| 1938/39 | RCD Espanyol | Hiszpania |                  |       |        |
| 1939/40 | RCD Espanyol | Hiszpania | Primera División | 3     | 0      |
| 1940/41 | RCD Espanyol | Hiszpania | Primera División | 0     | 0      |
| 1941/42 | RCD Espanyol | Hiszpania | Primera División | 8     | 0      |
| 1942/43 | RCD Espanyol | Hiszpania | Primera División | 13    | 0      |

## Kariera reprezentacyjna
Bosch karierę reprezentacyjną rozpoczął 17 marca 1929 meczem z reprezentacją Portugalii, wygranym 5:0. 
W 1934 został powołany na Mistrzostwa Świata. Wystąpił w przegranym 0:1 meczu ćwierćfinałowym z Włochami. Spotkanie z późniejszymi mistrzami świata było ostatnim dla Boscha w zespole La Furia Roja. Bosch w latach 1929–1934 wystąpił w 8 spotkaniach, w których strzelił jedną bramkę. 
| Mecze i gole w reprezentacji | Mecze i gole w reprezentacji | Mecze i gole w reprezentacji | Mecze i gole w reprezentacji | Mecze i gole w reprezentacji | Mecze i gole w reprezentacji | Mecze i gole w reprezentacji |
| #                            | Data                         | Miasto                       | Przeciwnik                   | Gol                          | Wynik                        | Rozgrywki                    |
| ---------------------------- | ---------------------------- | ---------------------------- | ---------------------------- | ---------------------------- | ---------------------------- | ---------------------------- |
| 1.                           | 17.03.1929                   | Sewilla                      | Portugalia                   |                              | 5:0                          | towarzyski                   |
| 2.                           | 01.01.1930                   | Barcelona                    | Czechosłowacja               |                              | 1:0                          | towarzyski                   |
| 3.                           | 22.06.1930                   | Bolonia                      | Włochy                       |                              | 3:2                          | towarzyski                   |
| 4.                           | 02.04.1933                   | Vigo                         | Portugalia                   |                              | 3:0                          | towarzyski                   |
| 5.                           | 23.04.1933                   | Paryż                        | Francja                      |                              | 0:1                          | towarzyski                   |
| 6.                           | 30.04.1933                   | Belgrad                      | Jugosławia                   |                              | 1:1                          | towarzyski                   |
| 7.                           | 21.05.1933                   | Chamartín                    | Bułgaria                     | Gol                          | 13:0                         | towarzyski                   |
| 8.                           | 01.06.1934                   | Florencja                    | Włochy                       |                              | 0:1                          | MŚ 1934                      |

## Kariera trenerska
Bosch w latach 1943–1944 oraz 1945–1946 pracował jako trener zespołu RCD Espanyol.

## Sukcesy
RCD Espanyol
- Puchar Króla (2): 1928/29, 1940
- Mistrzostwo Katalonii (4): 1928/29, 1932/33, 1936/37, 1939/40